# عرب الغديري
عرب الغديري إحدى قرى مركز طوخ التابع لمحافظة القليوبية بجمهورية مصر العربية.

## السكان
بلغ عدد سكان عرب الغديري 4,874 نسمة، حسب الإحصاء الرسمي لعام 2006.